# 手淫成癖者
伟大的自慰者（The Great Masturbator）（1929）是萨尔瓦多·达利在超现实主义时期创作的一幅绘画，目前展览于马德里的索菲亚王后国家艺术中心博物馆。

## 描述
画作的中心是一个向下看的扭曲的人脸侧面，基于加泰罗尼亚海岸边卡普·德·克鲁斯的一块天然岩石形状。 两年后达利更著名的作品时间的持久性中也可以看到类似的侧面轮廓。一位裸体女性形象（类似于达利的新灵感缪斯，加拉）从头部背后升起；这可能是标题所暗示的自慰幻想。女人的嘴巴靠近一个穿着单薄的男性胯下，暗示口交可能发生。只从腰部以下可见的男性形象膝盖上有流血的新鲜伤口。在中央侧面头像的下方，其嘴上有一只蚱蜢，这是达利在其著作中多次提到的昆虫。与现实生活中的蚱蜢不同，这只蚱蜢看起来巨大，并且有4条腿而不是6条腿。一群蚂蚁（达利作品中常见的代表性焦虑的主题）聚集在蚱蜢的腹部，以及倒下的脸上。在下方的景观中，排列了三个其他人物，以及一个蛋（通常用作生育的象征）和稀疏的其他特征。景观中的两个角色以某种方式排列，以投射一个长单影，而另一个角色看起来急忙走向画布边缘的远处。在中央头部人物的背后，可以看到两块岩石和一个干燥的盆栽，盆栽放在下面的岩石上，同时以一种不现实的方式将另一块岩石平衡在其上。这部分被认为代表达利其他作品中常见的逃避现实的想法。

与伟大的自慰者相比较的希罗尼穆斯·博斯的人间乐园的一部分。

## 解读
这幅画可能代表了达利对性交的极度矛盾态度。在达利的青少年时期，他的父亲留下一本书，书中有关于人们患有晚期未治疗的性病的明确照片，以此来“教育”这个男孩。关于严重损坏的疾病性器官的照片既吸引又恐惧了年轻的达利，他继续将性与腐烂和衰败联系在一起，直到成年。
在石头头部底部爬行的蚱蜢和蚂蚁的包含可能源于达利与妄想性寄生虫病的经历。这种疾病直到1937年才首次发表，但达利在他的自传中描述了他挣扎于感觉到虫子在他皮肤上爬行的感觉。
|                 | 在那个特权地带，现实与崇高维度几乎合二为一。我的神秘天堂始于恩波达平原，被阿尔贝雷斯山脉环绕，达到全盛时期在卡达克斯湾。这片土地是我的永久灵感。也是世界上唯一一个我感到被爱的地方。当我画下那块我称之为伟大的自慰者的岩石时，我所做的无非是向我的王国之一的岬角致敬，我的画作是对我皇冠上宝石之一的颂歌。 |
| ——萨尔瓦多·达利 | |

与希罗尼穆斯·博斯的人间乐园进行了比较。伟大的自慰者与人间乐园左侧面板右侧的一个图像相似，由岩石、灌木和小动物组成，形似一个有着突出鼻子和长睫毛的脸。

## 历史
达利将这幅画作收藏在他的个人收藏中，在费格雷斯的达利剧院博物馆展出，逝世时将其遗赠给西班牙的国家收藏，之后转移到马德里博物馆。